# Lucy Mack Smith

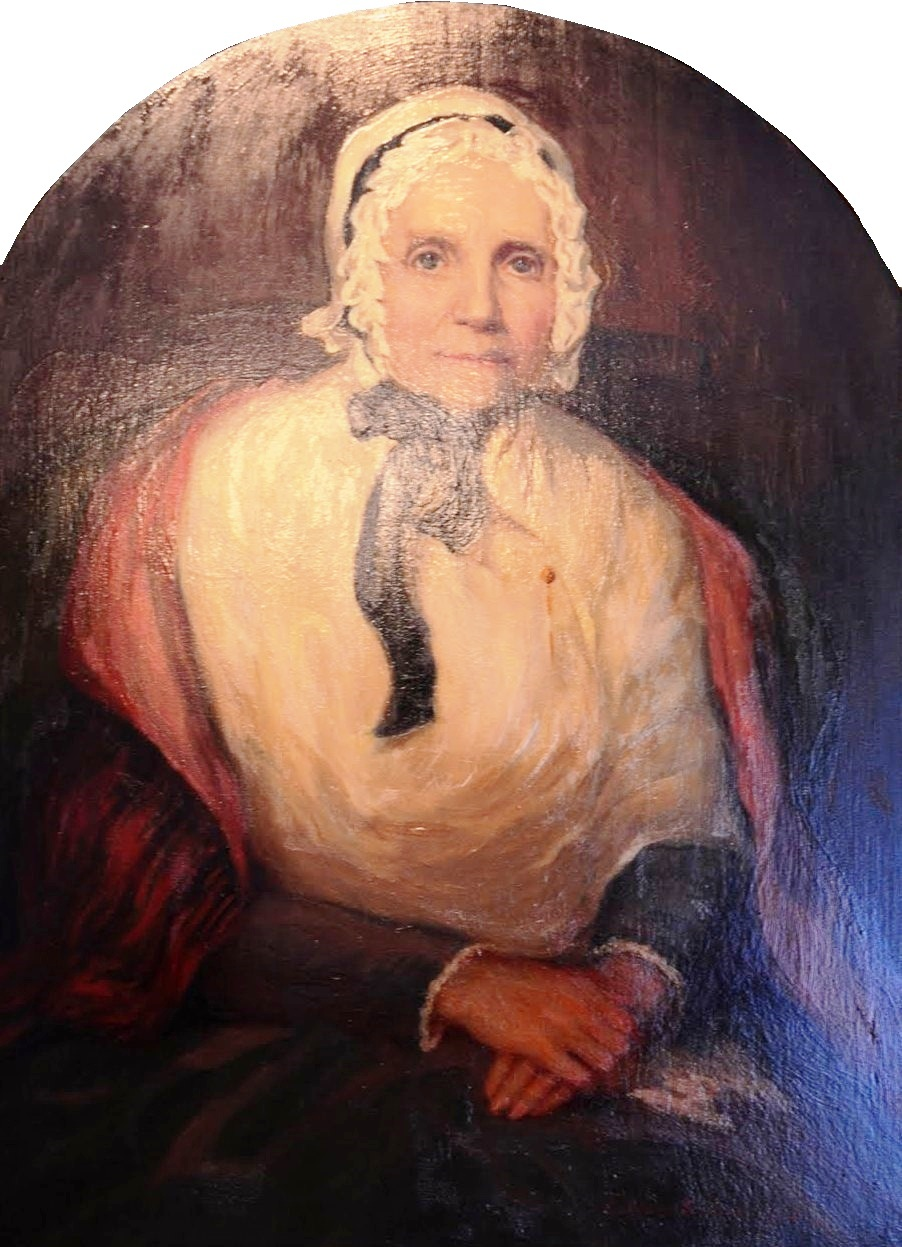
Lucy Mack Smith

Lucy Mack Smith (* 8. Juli 1775 in Gilsum, New Hampshire Colony; † 14. Mai 1856) war die Mutter des mormonischen Propheten Joseph Smith. Sie schrieb außerdem ihre Memoiren mit dem Titel Biographical Sketches of Joseph Smith, the Prophet, and His Progenitors for Many Generations. Sie war eine wichtige Führungspersönlichkeit im Mormonentum während der Lebenszeit von Joseph.

## Hintergrund und frühes Leben
Lucy Mack wurde am 8. Juli 1775 in Gilsum in New Hampshire geboren. Es war eine Zeit wirtschaftlicher und sozialer Veränderungen. Die zweite Hälfte des 18. Jahrhunderts hatte eine Weiterentwicklung innerhalb der amerikanischen Familie bedeutet. Obwohl der Amerikanische Unabhängigkeitskrieg diese Veränderungen verstärkt hatte, war der Grund für diese Veränderungen wirtschaftlich. Mack war stolz auf die Beteiligung ihres Vaters am Amerikanischen Unabhängigkeitskrieg. Obwohl ihr Vater keinem organisierten Glaubenssystem anhing, war er froh, dass sich seine Ehefrau um die spirituellen und intellektuellen Bedürfnisse seiner Kinder kümmerte. Macks Mutter war eine „moralische Mutter“, wie sie zu dieser Zeit gefeiert wurden. Ihr älterer Bruder wurde ein „Sucher“ und gründete seine eigene religiöse Gemeinschaft. Die beiden älteren Schwestern hatten beide eine Vision, dass ihre Sünden vergeben wurden und dass sie zur Umkehr aufrufen sollten. Solche Glaubensgesten wurden zu dieser Zeit von dem neu aufkommenden Klima der religiösen Erneuerung begünstigt. Der Vater erhielt seine eigene religiöse Konvertierung, nachdem er seelisch und körperlich leiden musste. In den ländlichen Gebieten von Neuengland trug die Verbreitung von protestantischen Sekten und der vorviktorianische Bezug auf die Familie als eine moralische Kraft zu Macks Leben bei. Mack war ein Produkt dieser Einflüsse.

## Ehe und Kinder

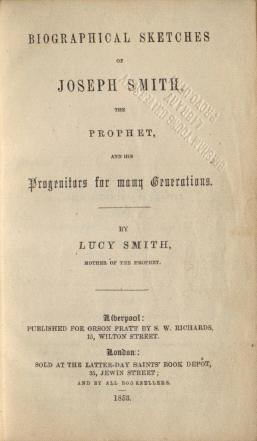
Ihre Memoiren.

Lucy Mack heiratete Joseph Smith, Sr. im Januar 1796. Sie brachte eine Mitgift von $1,000 mit. Lucy nahm die Verantwortung für die spirituelle und geistliche Erziehung der Kinder auf sich. Deshalb war sie sehr einflussreich in der Entstehung des Mormonentums. Nach sechs Ehejahren wurde sie schwer krank. Es wurde Tuberkulose bei ihr diagnostiziert. Ihre beiden Schwestern waren schon an dieser Krankheit gestorben und die Ärzte gaben sie auf. Smith fühlte sich nicht vorbereitet auf den Tod. Sie betete die ganze Nacht hindurch und bat Gott, sie am Leben zu lassen. Sie wollte unbedingt für ihre beiden Söhne (Alvin und Hyrum) und ihren Ehemann da sein. Sie flehte Gott an, dass sie ihm mit ganzem Herzen dienen werde, wenn sie diese Krankheit überlebt. Sie hörte eine Stimme, die ihr sagte, sie solle an Gott glauben. Von dem Tag an begann Smith eine Suche nach einer Religion die ihr die Erlösung bringen würde.
Smith bildete ihre Kinder weiter in spirituellen und säkularen Dingen aus. Sie lehrte ihren zehn Kindern (das erste Kind starb bei der Geburt) die Bibel. Joseph Smith war Analphabet, aber als er von seiner Mutter zuhause unterrichtet wurde, machte er große Fortschritte. Die Ambitionen von Smith und ihr Glaube an ihre Kinder waren nicht ungewöhnlich für Mütter in dieser Zeit. Einer ihrer Söhne, William Smith, bestätigte das seine Mutter sehr interessiert war am geistigen und materiellen Wohlergehen ihrer Kinder. Sie war auch besorgt über das spirituelle Wohlergehen ihres Ehemanns. Smith nahm die Initiative auf um für ihre Familie die „wahre Kirche“ zu suchen. Als ihr Ehemann sieben symbolische Träume bekam, konnte sie fünf davon sehr genau beschreiben.

## Buch Mormon
Die Bemühungen von Smith, die wahre Kirche zu finden, gingen weiter. Sie ging von Sekte zu Sekte. Zusammen mit drei ihrer Kinder trat sie der Presbyterianischen Kirche bei, der einzigen mit einem Gemeindehaus in Palmyra. Smith wollte, dass ihre Familie vereint sein sollte in einer Religion. Aber sie konnte weder ihren Ehemann noch ihren Sohn Joseph überzeugen, dieser Kirche beizutreten.
Als Joseph im Jahre 1827 die Goldplatten bekam, ging sie nicht mehr zur Presbyterianischen Kirche. Ihre ganze Aufmerksamkeit war darauf gerichtet, der gesamten menschlichen Familie Erlösung zu bringen. Als Joseph die Kirche Jesu Christi der Heiligen der Letzten Tage gründete, sah sie ihren Traum erfüllt, die ganze Familie unter einer Religion zu vereinen.

## Kirchendienst
Smith wurde eine Mutterfigur für Konvertiten in die Kirche Christi. Sie teilte ihr Zuhause mit neu angekommenen Konvertiten in Kirtland. Sie nahm an der Missionsarbeit teil und verteidigte ihren Glauben gegenüber einem presbyterianischen Geistlichen. Sie unterstützte ihren Ehemann, Joseph Smith, Sr., der Oberster Patriarch der Kirche war. Dieser bestand darauf, dass sie mitgehen solle, wenn er seinen patriarchalen Segen verteilt. Als ihre Söhne Joseph und Hyrum im Gefängnis waren, nahm ihr Einfluss in der Kirche ab. Sie kümmerte sich um ihren sterbenden Ehemann. Der Segen ihres sterbenden Ehemannes sollte ihre Rolle als eine Mutter, die ein Werkzeug Gottes ist, bestätigen.

## Tod in der Familie
Ihre Söhne Joseph und Hyrum wurden am 27. Juni 1844 ermordet. Einen Monat später starb ihr Sohn Samuel. Über diese Zeit sagte Smith: „Ich wurde verwüstet in meiner Not gelassen. Ich habe sechs Söhne zu Männern erzogen. Von ihnen allen blieb aber nur einer übrig. Dieser ist zu weit weg um mir tröstende Worte zu spenden in dieser traurigen Stunde.“ William, der überlebende Sohn, war auf einer Mission in New York, als seine Brüder starben.

## Nachfolgekrise
Nach dem Tod von Joseph und Hyrum geriet die Kirche in eine Nachfolgekrise. Hyrum war der ausgewählte Nachfolger und es war unklar wer die Kirche leiten soll, als beide getötet wurden. Smith unterstützte anfänglich den Führungsanspruch von James Strang, während eine Mehrzahl der Mormonen sich für Brigham Young und das Kollegium der Zwölf Apostel entschieden. James Strang veröffentlichte ein Dokument, das angeblich von Smith, ihrem Sohn William und ihren drei Töchtern unterzeichnet war. In diesem Dokument wurde verkündet das Strang der rechtmäßige Nachfolger von Joseph Smith sei. Jedoch verkündete Smith bei der Generalkonferenz im Jahre 1844, dass sie hofft, alle ihre Kinder werden mit den Mormonen nach Westen ziehen. Sie wolle sogar selber mit nach Westen.
Zu dieser Zeit wurde Smith ein Symbol für Kontinuität und wieder wichtiger. Dies war verschuldet durch die schlechte Beziehung die Young mit Emma Hale Smith, der Witwe von Joseph, hatte. Smith fragte auch um Erlaubnis, bei der Generalkonferenz im Jahre 1845 in Nauvoo, sprechen zu dürfen. Nachdem sie von den Leiden ihrer Familie für die Kirche berichtete, fragte sie, ob sie den Titel Mutter in Israel verdient hätte. Young gab ihr diesen Titel, nachdem alle Anwesenden mit „Ja“ geantwortet hatten.
Smith kommentierte die Querelen in der Kirche um die Nachfolge nicht. Ihr Sohn William weigerte sich, Young und dem Kollegium zu folgen. Eine Sache ist jedoch sicher. Sie versuchte nie ins Utah-Territorium zu reisen. Smith blieb bei Emma Hale Smith und ihrem Sohn Joseph Smith III in Nauvoo.

## Verwandtschaft
Smith war die Cousine dritten Grades von Oliver Cowdery.
|                            |                            |                            |                            |                            |                            |  |  | John Fuller (1656–1726) |                    |                    |                    |                    |                    |  |  |                            |                            |                            |                            |                            |                            |
|                            |                            |                            |                            |                            |                            |  |  |                         |                    |                    |                    |                    |                    |  |  |                            |                            |                            |                            |                            |                            |
|                            |                            |                            |                            |                            |                            |  |  |                         |                    |                    |                    |                    |                    |  |  |                            |                            |                            |                            |                            |                            |
| Shubael Fuller (1697–1769) | Shubael Fuller (1697–1769) | Shubael Fuller (1697–1769) | Shubael Fuller (1697–1769) | Shubael Fuller (1697–1769) | Shubael Fuller (1697–1769) |  |  | Geschwister             | Geschwister        | Geschwister        | Geschwister        | Geschwister        | Geschwister        |  |  | John Fuller Jr (1697–1758) | John Fuller Jr (1697–1758) | John Fuller Jr (1697–1758) | John Fuller Jr (1697–1758) | John Fuller Jr (1697–1758) | John Fuller Jr (1697–1758) |
| Shubael Fuller (1697–1769) | Shubael Fuller (1697–1769) | Shubael Fuller (1697–1769) | Shubael Fuller (1697–1769) | Shubael Fuller (1697–1769) | Shubael Fuller (1697–1769) |  |  | Geschwister             | Geschwister        | Geschwister        | Geschwister        | Geschwister        | Geschwister        |  |  | John Fuller Jr (1697–1758) | John Fuller Jr (1697–1758) | John Fuller Jr (1697–1758) | John Fuller Jr (1697–1758) | John Fuller Jr (1697–1758) | John Fuller Jr (1697–1758) |
|                            |                            |                            |                            |                            |                            |  |  |                         |                    |                    |                    |                    |                    |  |  |                            |                            |                            |                            |                            |                            |
| Lydia Fuller (1709–1778)   | Lydia Fuller (1709–1778)   | Lydia Fuller (1709–1778)   | Lydia Fuller (1709–1778)   | Lydia Fuller (1709–1778)   | Lydia Fuller (1709–1778)   |  |  | Cousinen                | Cousinen           | Cousinen           | Cousinen           | Cousinen           | Cousinen           |  |  | William Fuller (1729)      | William Fuller (1729)      | William Fuller (1729)      | William Fuller (1729)      | William Fuller (1729)      | William Fuller (1729)      |
| Lydia Fuller (1709–1778)   | Lydia Fuller (1709–1778)   | Lydia Fuller (1709–1778)   | Lydia Fuller (1709–1778)   | Lydia Fuller (1709–1778)   | Lydia Fuller (1709–1778)   |  |  | Cousinen                | Cousinen           | Cousinen           | Cousinen           | Cousinen           | Cousinen           |  |  | William Fuller (1729)      | William Fuller (1729)      | William Fuller (1729)      | William Fuller (1729)      | William Fuller (1729)      | William Fuller (1729)      |
|                            |                            |                            |                            |                            |                            |  |  |                         |                    |                    |                    |                    |                    |  |  |                            |                            |                            |                            |                            |                            |
| Lydia Gates (1732–1817)    | Lydia Gates (1732–1817)    | Lydia Gates (1732–1817)    | Lydia Gates (1732–1817)    | Lydia Gates (1732–1817)    | Lydia Gates (1732–1817)    |  |  | Cousinen 2. Grades      | Cousinen 2. Grades | Cousinen 2. Grades | Cousinen 2. Grades | Cousinen 2. Grades | Cousinen 2. Grades |  |  | Rebecca Fuller (1768)      | Rebecca Fuller (1768)      | Rebecca Fuller (1768)      | Rebecca Fuller (1768)      | Rebecca Fuller (1768)      | Rebecca Fuller (1768)      |
| Lydia Gates (1732–1817)    | Lydia Gates (1732–1817)    | Lydia Gates (1732–1817)    | Lydia Gates (1732–1817)    | Lydia Gates (1732–1817)    | Lydia Gates (1732–1817)    |  |  | Cousinen 2. Grades      | Cousinen 2. Grades | Cousinen 2. Grades | Cousinen 2. Grades | Cousinen 2. Grades | Cousinen 2. Grades |  |  | Rebecca Fuller (1768)      | Rebecca Fuller (1768)      | Rebecca Fuller (1768)      | Rebecca Fuller (1768)      | Rebecca Fuller (1768)      | Rebecca Fuller (1768)      |
|                            |                            |                            |                            |                            |                            |  |  |                         |                    |                    |                    |                    |                    |  |  |                            |                            |                            |                            |                            |                            |
| Lucy Mack Smith            | Lucy Mack Smith            | Lucy Mack Smith            | Lucy Mack Smith            | Lucy Mack Smith            | Lucy Mack Smith            |  |  | Cousinen 3. Grades      | Cousinen 3. Grades | Cousinen 3. Grades | Cousinen 3. Grades | Cousinen 3. Grades | Cousinen 3. Grades |  |  | Oliver Cowdery             | Oliver Cowdery             | Oliver Cowdery             | Oliver Cowdery             | Oliver Cowdery             | Oliver Cowdery             |
| Lucy Mack Smith            | Lucy Mack Smith            | Lucy Mack Smith            | Lucy Mack Smith            | Lucy Mack Smith            | Lucy Mack Smith            |  |  | Cousinen 3. Grades      | Cousinen 3. Grades | Cousinen 3. Grades | Cousinen 3. Grades | Cousinen 3. Grades | Cousinen 3. Grades |  |  | Oliver Cowdery             | Oliver Cowdery             | Oliver Cowdery             | Oliver Cowdery             | Oliver Cowdery             | Oliver Cowdery             |